# Yannick Vostes
Yannick Vostes est un joueur de tennis de table belge né le 21 octobre 1985. Il est depuis 2007 le joueur n°4 de l'équipe de Pro A de Tennis de Table du S.A.G.Cestas. Pour la saison 2012-2013, il rejoint le club bruxellois du Logis Auderghem NRCS tout comme Jean-Michel Saive.
Yannick joue pour le club de Virton pour la saison 2017-2018, il est classé A5.

## Palmarès
2010 : Champion de Belgique senior. Il bat Lauric Jean en finale après que ce dernier a éliminé le champion belge Jean-Michel Saive en 1/4 de finale.
2007 : Quart finaliste au Pro Tour du Chili :  vainqueur du Japonais Koji Matsushita (N°50 Mondial en 1/16°) et du Coréen Cho Eon-rae (de) (N°54 Mondial en 1/8°)
2007 : Éliminé en 1/16° de Finale au Pro Tour du Brésil.
2006 : Plusieurs fois en 1/16° de finale Pro Tour de Singapour, Brésil et Chili.